# Championnat de Libye de football 1984-1985
Navigation
Saison précédente Saison suivante
La saison 1984-1985 du Championnat de Libye de football est la dix-septième édition du championnat de première division libyen. Seize clubs prennent part au championnat organisé par la fédération. Les équipes sont réparties en deux poules où elles rencontrent leurs adversaires deux fois, à domicile et à l'extérieur. À l'issue du championnat, les deux premiers de chaque poule accèdent à la phase finale tandis que le dernier est directement relégué en Second Division.
C'est le club d'Al Dhahra Tripoli qui remporte la compétition, après avoir battu Al Ahly Benghazi en finale. C'est l'unique titre de champion de Libye de l'histoire du club, à ce jour.

## Les clubs participants
| - Al Medina Tripoli - Al Ahly Benghazi - Al Ittihad Tripoli - Al Tahaddy Benghazi - Al Africy - Al Shabab Al-Arabe - That Al-Remal - Al Mahalah Tripoli - Promu de Second Division | - Al Ahly Tripoli - Al Nasr Benghazi - Al Wahda Tripoli - Al Hilal Benghazi - Asswehly Sports Club - Al Soukour Tobrouk - Promu de Second Division - Al Dhahra Tripoli - Al Kudos |

## Compétition

### Première phase
Le classement est établi sur le barème de points classique (victoire à 2 points, match nul à 1, défaite à 0).

#### Groupe A
| Rang | Équipe              | Pts | J  | G | N | P | Bp | Bc | Diff |
| ---- | ------------------- | --- | -- | - | - | - | -- | -- | ---- |
| 1    | Al Ahly TripoliT    | 20  | 14 | 8 | 4 | 2 | 23 | 10 | +13  |
| 2    | Al Medina Tripoli   | 18  | 14 | 6 | 6 | 2 | 18 | 9  | +9   |
| 3    | Al Tahaddy Benghazi | 15  | 14 | 3 | 9 | 2 | 9  | 6  | +3   |
| 4    | Al Wahda            | 15  | 14 | 4 | 7 | 3 | 11 | 9  | +2   |
| 5    | Al Africy           | 13  | 14 | 4 | 5 | 5 | 7  | 13 | -6   |
| 6    | Al Mahalah TripoliP | 12  | 14 | 4 | 4 | 6 | 11 | 16 | -5   |
| 7    | Al Hilal Benghazi   | 11  | 14 | 2 | 7 | 5 | 12 | 14 | -2   |
| 8    | That Al-Remal       | 8   | 14 | 2 | 4 | 8 | 5  | 19 | -14  |

| Qualifications et relégations | Qualifications et relégations                         |
| ----------------------------- | ----------------------------------------------------- |
|                               | Qualification pour la phase finale                    |
|                               | Relégation en Second Division                         |
|                               | T : Tenant du titre P : Club promu de Second Division |

#### Groupe B
| Rang | Équipe               | Pts | J  | G | N | P  | Bp | Bc | Diff |
| ---- | -------------------- | --- | -- | - | - | -- | -- | -- | ---- |
| 1    | Al Dhahra Tripoli    | 20  | 14 | 7 | 6 | 1  | 22 | 8  | +14  |
| 2    | Al Ahly Benghazi     | 19  | 14 | 7 | 5 | 2  | 22 | 8  | +14  |
| 3    | Al Nasr Benghazi     | 19  | 14 | 7 | 5 | 2  | 22 | 10 | +12  |
| 4    | Al Ittihad Tripoli   | 17  | 14 | 4 | 9 | 1  | 15 | 8  | +7   |
| 5    | Al Soukour TobroukP  | 16  | 14 | 6 | 4 | 4  | 14 | 16 | -2   |
| 6    | Asswehly Sports Club | 12  | 14 | 3 | 6 | 5  | 15 | 21 | -6   |
| 7    | Al Shabab Al-Arabe   | 6   | 14 | 2 | 2 | 10 | 10 | 20 | -10  |
| 8    | Al Kudos             | 3   | 14 | 0 | 3 | 11 | 8  | 37 | -29  |

| Qualifications et relégations | Qualifications et relégations      |
| ----------------------------- | ---------------------------------- |
|                               | Qualification pour la phase finale |
|                               | Relégation en Second Division      |
|                               | P : Club promu de Second Division  |

### Phase finale

#### Demi-finales
| Équipe 1          | Résultat      | Équipe 2          | Aller | Retour |
| ----------------- | ------------- | ----------------- | ----- | ------ |
| Al Ahly Benghazi  | 1 - 1 4-2 tab | Al Ahly Tripoli   | 1 - 0 | 0 - 1  |
| Al Medina Tripoli | 0 - 1         | Al Dhahra Tripoli | 0 - 0 | 0 - 1  |

#### Finale
| Équipe 1          | Résultat      | Équipe 2         |
| ----------------- | ------------- | ---------------- |
| Al Dhahra Tripoli | 0 - 0 2-1 tab | Al Ahly Benghazi |

## Bilan de la saison
| Championnat de Libye de football 1984-1985 |                               |
| Champion                                   | Al Dhahra Tripoli (1er titre) |
| Coupes et trophées                         |                               |
| Vainqueur de la Coupe de Libye 1984-1985   | Al Ahly Tripoli               |
| Qualifications continentales               |                               |
| Coupe d'Afrique des clubs champions 1986   | Al Dhahra Tripoli             |
| Coupe des Coupes 1986                      | Al Ahly Tripoli               |
| Promotions et relégations                  |                               |
| Promus en Premier League                   | Alakhdhar S.C.                |
| Promus en Premier League                   | Al Olympic Zaouia             |
| Relégués en Second Division                | Al Qudos                      |
| Relégués en Second Division                | That Al-Remal                 |